# Laparoskopi
Laparoskopi er en type minimalt invasiv kirurgi, hvor operationen foregår gennem et lille hul i f.eks. maveskindet. Der indføres et metalrør med lys og optik, der tilsluttes et kamera, samt det nødvendige kirurgiske udstyr. Hele operationen foregår gennem hullet, via kameraet. Laparoskopi er en type endoskopi.